# Antícrates
Antícrates（ en llatí Anticrates, en grec antic Ἀντικράτης) fou un espartà que segons Dioscòrides Pedaci va matar Epaminondes a la batalla de Mantinea.
Els seus descendents van ser anomenats Μαχαιρίωνες ("Machairones"), perquè, segons Plutarc, havia mort Epaminondes amb una μαχαίρα, una espasa o un ganivet gran. Pausànies esmenta com a autor de la mort a un soldat de nom Makhaerion, i encara d'altres atribueixen aquesta mort a Gril·le el fill de Xenofont.